# معركة آق تشاي
معركة أق تشاي (بالتركية: Akçay Muharebesi) عام 1398م، دارت بين الدولة العثمانية وإمارة "قره مان أوغولاري" (أبناء قره مان) (بالتركية: Karamanoğulları Beyliği) في سهل «آق تشاي»،  وانتصر فيها العثمانيون نصرا حاسما. انتقلت أراضي إمارة إمارة "قره مان أوغولاري" إلى أملاك الإمبراطورية العثمانية بعد المعركة. أُعدم «علاء الدين علي بك القرماني»، بعدما وقع في الأسر، وكان علاء الدين حاكم إمارة "قره مان" مثل معظم حكام الإمارات الآخرين، منافسًا للدولة العثمانية الصاعدة، وكانت الإمارتان تتقاتلان باستمرار ضد بعضهما البعض.
احتل «علاء الدين علي بك القرماني» الأراضي العثمانية للمرة الثانية بعد مقتل السلطان مراد الأول غدراً في معركة كوسوفو الأولى عام 1389م. وعندما عاد السلطان الجديد بايزيد الأول بن السلطان مراد الأول إلى الأناضول عام 1390م بعد معركة كوسوفو الأولى، انتصر على الإمارات الصغيرة ثم بدأ الاستعدادات للهجوم الأخير على إمارة "قره مان أوغولاري". كان الحاكمان الآخران للأناضول، القاضي برهان الدين وسليمان بك الجاندرلي، خائفين من صعود القوة العثمانية وشكلوا تحالفًا ضد العثمانيين. وبينما كان بايزيد يحارب الأفلاق (جنوب رومانيا)، احتل علاء الدين علي بك القرماني مرة أخرى الأراضي العثمانية. في عام 1398م، تجاهل بايزيد دعوات علاء الدين علي بك القرماني للسلام، وعاد إلى الأناضول مرة أخرى، وضم جميع أراضي إمارة "قره مان" إلى الدولة العثمانية وأعدم علاء الدين علي بك القرماني، وسَجَن ابناه محمد بك (بالتركية: II. Sultanzâde Nâsıreddin Mehmed Bey) و«بنغي علي بك» (بالتركية: II. Damad Bengi Alâeddin Ali Bey). ومع ذلك، بعد سنوات قليلة، وبعد هزيمة السلطان بايزيد الأول على يد تيمورلنك في معركة أنقرة 1402م، أُعيد تأسيس إمارة "قره مان".

## الخلفية والقتال

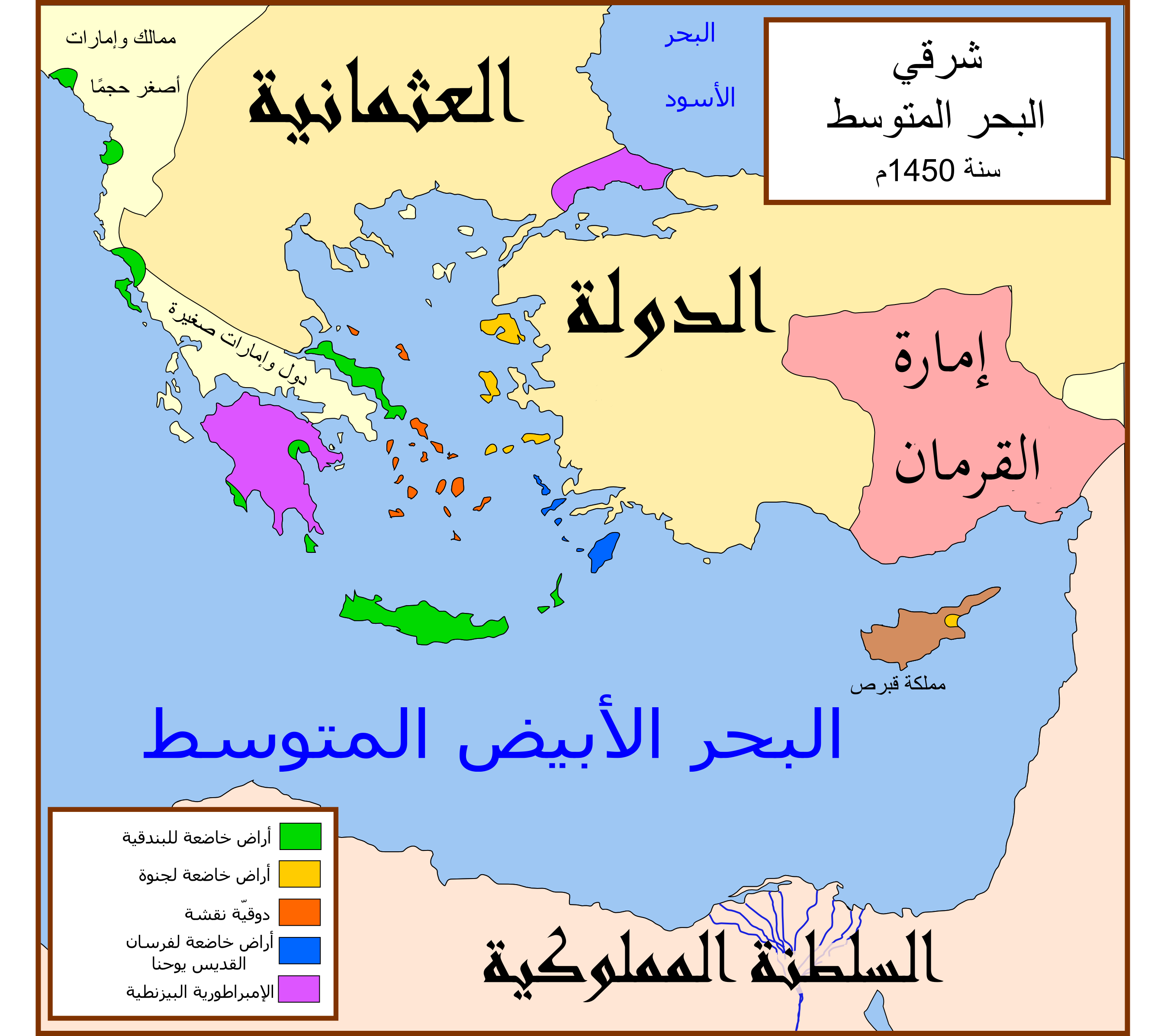
حدود امارة قرمان.

قام علاء الدين علي بك القرماني، بمهاجمة أنقرة مستغلاً انشغال السلطان بايزيد الأول بمحاربة الصليبيين في معركة نيقپوليس عام 1396م، وقبض على حاكم الأناضول «صاري تيمورطاش باشا» (بالتركية: Sarı Timurtaş Paşa)، الذي كان مسؤولاً عن حماية المدينة.  ولكن بعد انتصار العثمانيين في معركة نيقوپوليس، أرسل «علاء الدين علي بك» حاكم إمارة قره مان، تيمورطاش باشا إلى السلطان بايزيد الأول مع مبعوثيه وأراد المصالحة مع العثمانيين.   رفض السلطان بايزيد هذا العرض وسار بجيشه إلى القرمانيين.   لم تسفر المعركة التي استمرت يومين على سهل آق تشاي بالقرب من قونية عن نتائج في اليوم الأول. وفي اليوم الثاني بعد منتصف الليل، حاصرت قوة عثمانية قوامها حوالي 30 ألف شخص القرمانيين. اندلع حريقين عند القرمانيين وتدهورت حالتهم فتراجعوا واحتموا في قلعة قونية.   فتح السلطان بايزيد القلعة واستولى عليها، بعدما حاصرها العثمانيون لمدة أحد عشر يومًا، وبعد أن اقتنع الناس سرًا بأن سلامة الأرواح والممتلكات لن تتضرر تحت حكم العثمانيين. 
على الرغم من خروج علاء الدين بك من القلعة مع قواته وأنه اشتبك مع الجنود العثمانيين، إلا أنه تم أسره نتيجة سقوطه عن حصانه، وتم القبض عليه وإحضاره إلى السلطان بايزيد ويداه مقيدتان. سأل بايزيد علاء الدين علي بك لماذا لم يطعه؟ فذكر علاء الدين علي بك أنه كان حاكماً أيضاً مثل بايزيد. فغضب السلطان بايزيد من هذه الكلمات وأمر بإعدام علاء الدين علي بك. وُضع رأس علاء الدين علي بك المقطوع على رمح وحُمل في جميع أنحاء المدينة ليعلم الجميع بمقتله وانتهاء حكمه. 

## مآلات المعركة

بيرق الدولة العثمانية.

بيرق إمارة بني قرمان.

بعد أن عين بايزيد حاكمًا على قونية، تحرك نحو مدينة لارينده (بالتركية: Lârende)، حيث كانت زوجة علاء الدين علي باي وأطفاله موجودون هناك. بعد فترة من المقاومة، استسلمت المدينة، وسلَّم ابنا علاء الدين علي بك، محمد وعلي، مفاتيح المدينة إلى السلطان بايزيد.  أرسل بايزيد زوجة علاء الدين علي بك وأطفاله إلى مدينة بورصة وترك أحد أتباعه حاكماً على مدينة لارينده.  
بإعدام علاء الدين علي بك، ضم العثمانيون قونية (بالتركية: Konya)، ولارينده (بالتركية: Lârende)، ونيغدا (بالتركية: Niğde)، وديڤيلي (بالتركية: Develi)، وقره حصار (بالتركية: Karahisar) في شمال جبال طوروس، التي كانت في أيدي القرمانيين، إلى أملاك الدولة العثمانية، بينما ظلت المدن والقلاع في جنوب جبال طوروس مثل موت (بالتركية: Mut) وإرمنيك (بالتركية: Ermenek) وتاشيلي (بالتركية: Taşeli) وإيتشل (بالتركية: İçel) تحت سيطرة البكوات من الفرع الآخر لعائلة القرمانيين. 

## الاسم
سميت هذه المعركة بـاسم معركة «أق تشاي» (بالتركية: Akçay) على اسم الميدان المعركة الذي وقعت فيه. 
حيث آق Ak معناها في اللغة التركية: أبيض،  وكلمة çay هي اسم مشروب «الشاي» المعروف، أو معناها  «نهر»  صغير، وكذلك معناها «ساقية» أي قناة صغيرة تقوم بتوصيل المياه، خاصةً لأغراض الري.
وعليه، فاسم ميدان معركة «آق تشاي» معناه بالعربية: «النهر الأبيض».